# Carl Wilhelm Drescher
Carl Wilhelm Drescher (* 12. Dezember 1850 in Wien; † 8. Dezember 1925 ebenda) war ein österreichischer Kapellmeister und Komponist.

## Leben
Carl Wilhelm Drescher erhielt eine Ausbildung als Chorknabe am Wiener Kärntnertortheater und war dann dort als Chorist tätig. Daneben besuchte er das Wiener Konservatorium, wo er das Violinspiel bei Joseph Hellmesberger senior studierte.
Ab 1866 war Drescher Primgeiger in der Kapelle von Philipp Fahrbach d. J., danach bei den Brüdern Johann und Eduard Strauß (1868/69) und Johann Schrammel. Seine Militärzeit absolvierte er als Primgeiger in den Garnisonen Wien und Olmütz. Mit seiner 1874 gegründeten eigenen Kapelle wurde er rasch bekannt und bald trug er den Namen „König der Wiener Salonkapellen“. Gastspiele führten ihn nach London, Baden-Baden und Berlin, 1900 wurde er mit der Salvatormedaille ausgezeichnet. Am 23. Mai 1925 dirigierte Drescher im Dreherpark zum Fiakerjubiläumsfest beim Weigl, bei dem auch Edmund Eysler und Hansi Niese mitwirkten.
Dreschers ehrenhalber gewidmetes Grab befindet sich auf dem Wiener Zentralfriedhof (Gruppe 33A, Reihe 1, Nr. 24).

## Sonstiges

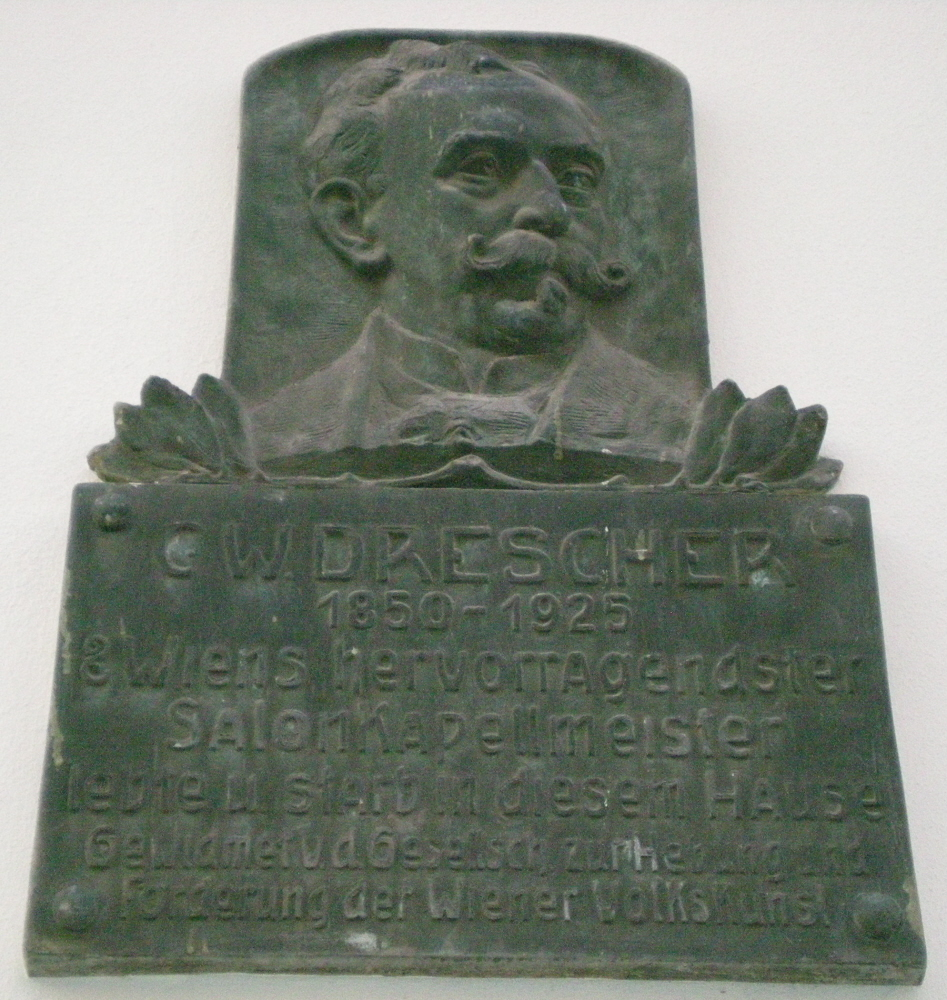
Gedenktafel für Drescher in Wien-Wieden

- Gedenktafel am Wohnhaus Heumühlgasse 9 (Schönbrunner Straße 2)
- 1938 wurde in Wien-Simmering die Karl-Descher-Gasse nach ihm benannt.

## Werke (Auswahl)
- A alter Hallodri. (Hallodri Marsch) Wienerlied, Worte von Rudolf Stiegler.
- Aus Lieb’ zu meiner Vaterstadt, op. 190. Walzer.
- Chansonetten-Quadrille, op. 10.
- Das ist mein Wien, op. 66. Walzer nach Motiven beliebter Wiener Lieder.
- Erzähl’ns nur fort. Couplet. Text von Wilhelm Wiesberg.
- Gabesam-Marsch. (Herrn Cafetier Gabesam freundlichst zugeeignet.)
- Gedenkblätter. Walzer.
- Gedenke mein. Polka Mazur.
- Grinzinger Marsch, op. 135. Worte von C. W. Drescher.
- Herzensstimmen, op. 107. Walzer.
- I bin a alter Spleni. Deutschmeisterlied von Eduard Merkt.
- I sag’s der Mutter, op. 30. Polka française.
- Im Traume. Polka Mazur.
- Linzer-Buam. Marsch.
- Musikvereinsklänge, op. 21. Walzer.
- Pick-Fein, op. 69. Polka schnell.
- Romantisch, op. 109. Polka Mazur.
- So hat’s der Wiener gern, op. 193. Wienerlieder-Potpourri.
- Vergißmeinnicht. Wienerlied. Text von Eduard Merkt.
- Walzer-Rondo, op. 122.
- Wiener Mode, op. 108. Polka française.
- Der Wiener geht net unter, op. 13.